# 233547 Luxun
233547 Luxun este un asteroid din centura principală de asteroizi.

## Descriere
233547 Luxun este un asteroid din centura principală de asteroizi. A fost descoperit pe 9 mai 2007 la Observatorul Lulin de Ye, Q.-z., Shih, C.-Y.. Asteroidul prezintă o orbită caracterizată de o semiaxă mare de 2,34 ua, o excentricitate de 0,26 și o înclinație de 6,0° în raport cu ecliptica.